# 마이셀 우이보
마이셀 우이보(에스토니아어: Maicel Uibo, 1992년 12월 27일~)는 에스토니아의 육상 선수로 주 종목은 10종경기이다. 올림픽에 2회(2016, 2020) 참가했고 2019년 세계 선수권 대회에서 은메달을 획득했다.

## 개인사
2017년 대학교 시절부터 교제한 바하마의 육상 선수인 쇼네이 밀러와 결혼했다.